# Активний стан (хімія)
Активний стан (рос. активное состояние, англ. active state):
- 1. Фізичний чи структурний стан хімічної речовини, в якому вона здатна вступати в дану реакцію.
- 2. У електрохімічній корозії — стан системи, де корозія відбувається шляхом прямого переносу (може включати один чи кілька етапів) йонів металу з металічної фази до прилеглого електроліту.